# State of Origin 1983
Die State of Origin Series 1983 waren die vierte Ausgabe des Rugby-League-Turniers State of Origin. Es bestand aus drei Spielen, die zwischen dem 7. und dem 28. Juni stattfanden. Queensland gewann die Series 2-1.

## Spiel 1
| 7. Juni | Queensland Maroons                                                               | 24 : 12        | New South Wales Blues                              | Lang Park, Brisbane Zuschauer: 29.412 Schiedsrichter: Barry Gomersall |
| 7. Juni | Versuche: Lewis (2), Murray Erhöhungen: Meninga (3/3) Straftritte: Meninga (3/3) | (18:6) Bericht | Versuche: Ella, Grothe Erhöhungen: Sigsworth (2/2) | Lang Park, Brisbane Zuschauer: 29.412 Schiedsrichter: Barry Gomersall |

| 1                  | Colin Scott           |
| 2                  | John Ribot            |
| 3                  | Mal Meninga           |
| 4                  | Gene Miles            |
| 5                  | Steve Stacey          |
| 6                  | Wally Lewis           |
| 7                  | Mark Murray           |
| 8                  | Wally Fullerton-Smith |
| 9                  | Paul Vautin           |
| 10                 | Bryan Niebling        |
| 11                 | Darryl Brohman        |
| 12                 | Greg Conescu          |
| 13                 | Brad Tessmann         |
| Auswechselspieler: |                       |
| 14                 | Dave Brown            |

| 1                  | Greg Brentnall |
| 2                  | Chris Anderson |
| 3                  | Brett Kenny    |
| 4                  | Phil Sigsworth |
| 5                  | Eric Grothe    |
| 6                  | Alan Thompson  |
| 7                  | Peter Sterling |
| 8                  | Ray Price      |
| 9                  | Wayne Pearce   |
| 10                 | Les Boyd       |
| 11                 | Geoff Bugden   |
| 12                 | Max Krilich    |
| 13                 | Geoff Gerard   |
| Auswechselspieler: |                |
| 14                 | Steve Ella     |
| 15                 | Ray Brown      |

## Spiel 2
| 21. Juni | New South Wales Blues                              | 10 : 6        | Queensland Maroons                          | Sydney Cricket Ground, Sydney Zuschauer: 21.620 Schiedsrichter: John Gocher |
| 21. Juni | Versuche: Ella, Hunt Erhöhungen: Mick Cronin (1/2) | (6:6) Bericht | Versuche: Meninga Erhöhungen: Meninga (1/1) | Sydney Cricket Ground, Sydney Zuschauer: 21.620 Schiedsrichter: John Gocher |

| 1                  | Marty Gurr       |
| 2                  | Neil Hunt        |
| 3                  | Mick Cronin      |
| 4                  | Steve Ella       |
| 5                  | Eric Grothe      |
| 6                  | Brett Kenny      |
| 7                  | Peter Sterling   |
| 8                  | Ray Price        |
| 9                  | Gavin Miller     |
| 10                 | Paul Field       |
| 11                 | Lindsay Johnston |
| 12                 | Ray Brown        |
| 13                 | Geoff Gerard     |
| Auswechselspieler: |                  |
| 14                 | Steve Mortimer   |
| 15                 | Stan Jurd        |

| 1  | Colin Scott           |
| 2  | Terry Butler          |
| 3  | Mal Meninga           |
| 4  | Gene Miles            |
| 5  | Chris Close           |
| 6  | Wally Lewis           |
| 7  | Mark Murray           |
| 8  | Paul Vautin           |
| 9  | Wally Fullerton-Smith |
| 10 | Bryan Niebling        |
| 11 | Dave Brown            |
| 12 | Greg Conescu          |
| 13 | Brad Tessmann         |

## Spiel 3
| 28. Juni | Queensland Maroons | 43 : 22        | New South Wales Blues                                     | Lang Park, Brisbane Zuschauer: 26.084 Schiedsrichter: Robin Whitfield |
| 28. Juni | Versuche: Brennan (2), Brown, Conescu, Miles, Niebling, Stacey Erhöhungen: Meninga (6/7) Straftritte: Scott (1/2) Dropgoals: Lewis (1) | (21:0) Bericht | Versuche: Anderson (3), Mortimer Erhöhungen: Cronin (3/4) | Lang Park, Brisbane Zuschauer: 26.084 Schiedsrichter: Robin Whitfield |

| 1                  | Colin Scott           |
| 2                  | Mitch Brennan         |
| 3                  | Mal Meninga           |
| 4                  | Gene Miles            |
| 5                  | Steve Stacey          |
| 6                  | Wally Lewis           |
| 7                  | Mark Murray           |
| 8                  | Paul Vautin           |
| 9                  | Wally Fullerton-Smith |
| 10                 | Bryan Niebling        |
| 11                 | Dave Brown            |
| 12                 | Greg Conescu          |
| 13                 | Brad Tessmann         |
| Auswechselspieler: |                       |
| 14                 | Bruce Astill          |
| 15                 | Gavin Jones           |

| 1                  | Marty Gurr       |
| 2                  | Chris Anderson   |
| 3                  | Mick Cronin      |
| 4                  | Steve Ella       |
| 5                  | Neil Hunt        |
| 6                  | Brett Kenny      |
| 7                  | Steve Mortimer   |
| 8                  | Gavin Miller     |
| 9                  | Paul Field       |
| 10                 | Stan Jurd        |
| 11                 | Lindsay Johnston |
| 12                 | Max Krilich      |
| 13                 | Geoff Bugden     |
| Auswechselspieler: |                  |
| 14                 | Kevin Hastings   |
| 15                 | Ray Brown        |

## Man of the Match
| Spiel | Man of the Match |
| ----- | ---------------- |
| 1     | Wally Lewis      |
| 2     | Peter Sterling   |
| 3     | Wally Lewis      |